# Złoty Hejnał
Złoty Hejnał – nagroda przyznawana od 2013 roku przez organizatorów Krakowskiego Festiwalu Filmowego dla reżysera najlepszego filmu w międzynarodowym konkursie filmów muzycznych DocFilmMusic, prezentującym dokumenty muzyczne z całego świata.

## Laureaci nagrody
- 2013 – Jay Bulger za film Uwaga! Mr. Baker (Strzeżcie się Bakera!)[2]
- 2014 – Amanda Sans i Miquel Galofré za film Pieśni odkupienia (Songs of redemption)[3]
- 2015 – Brett Morgen za film Kurt Cobain: Montage of the Heck[4]
- 2016 – Gitta Gsell za film Melodia hałasu (Melody of Noise)[5]
- 2017 – Till Schauder za film Kiedy Bóg śpi (When God Sleeps)[6]
- 2018 – Stephen Nomura Schible za film Ryuichi Sakamoto: Coda[7]
- 2019 – Stian Servoss i Benjamin Langeland za film Była sobie Aurora (En gang Aurora)[8]
- 2020 – Pushpendra Singh za film Perła pustyni (Maru ro moti)[9]
- 2022 – Lucie Králová za film Jan Kapr. Opera dokumentalna (KaprKód)[10]
- 2023 – Agnieszka Iwańska za film Ula[11]
- 2024 – Philipp Fussenegger i Judy Landkammer za film Tako rzecze Peaches[12]
- 2025 – Michael Mabbott i Lucah Rosenberg-Lee za film Inna droga Jackie Shane (Any Other Way: The Jackie Shane Story)[13][14]